# Hollywood Hills

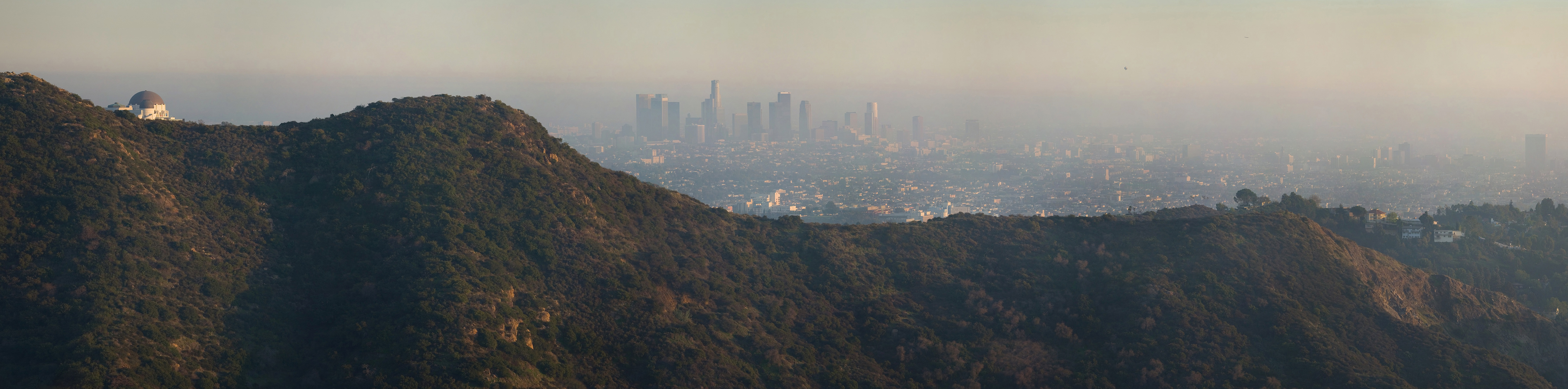
Panorama di Hollywood Hills

Hollywood Hills è un quartiere che si trova nella regione centrale della città di Los Angeles in California ed è posto sulle Santa Monica Mountains nella parte tra Crescent Heights ed il parco cittadino di Griffith Park.

## Geografia
Il distretto confina con il quartiere di Studio City, con la comunità di Universal City e con la città di Burbank a nord, con il parco cittadino Griffith Park a nord e ad est, con il quartiere di Los Feliz a sud-est, con Hollywood a sud e con il quartiere di Hollywood Hills West ad ovest.
È diviso in direzione sud-est nord-est dalla strada federale U.S. Route 101. A nord-est ed a nord il quartiere ha come limiti i confini della città di Los Angeles, ad est il confine del quartiere è rappresentato da una via tagliafuoco che attraversa il Griffith Park, a sud è delimitato dalla Franklin Avenue mentre ad ovest delimita il quartiere una linea irregolare che include Outpost Drive.

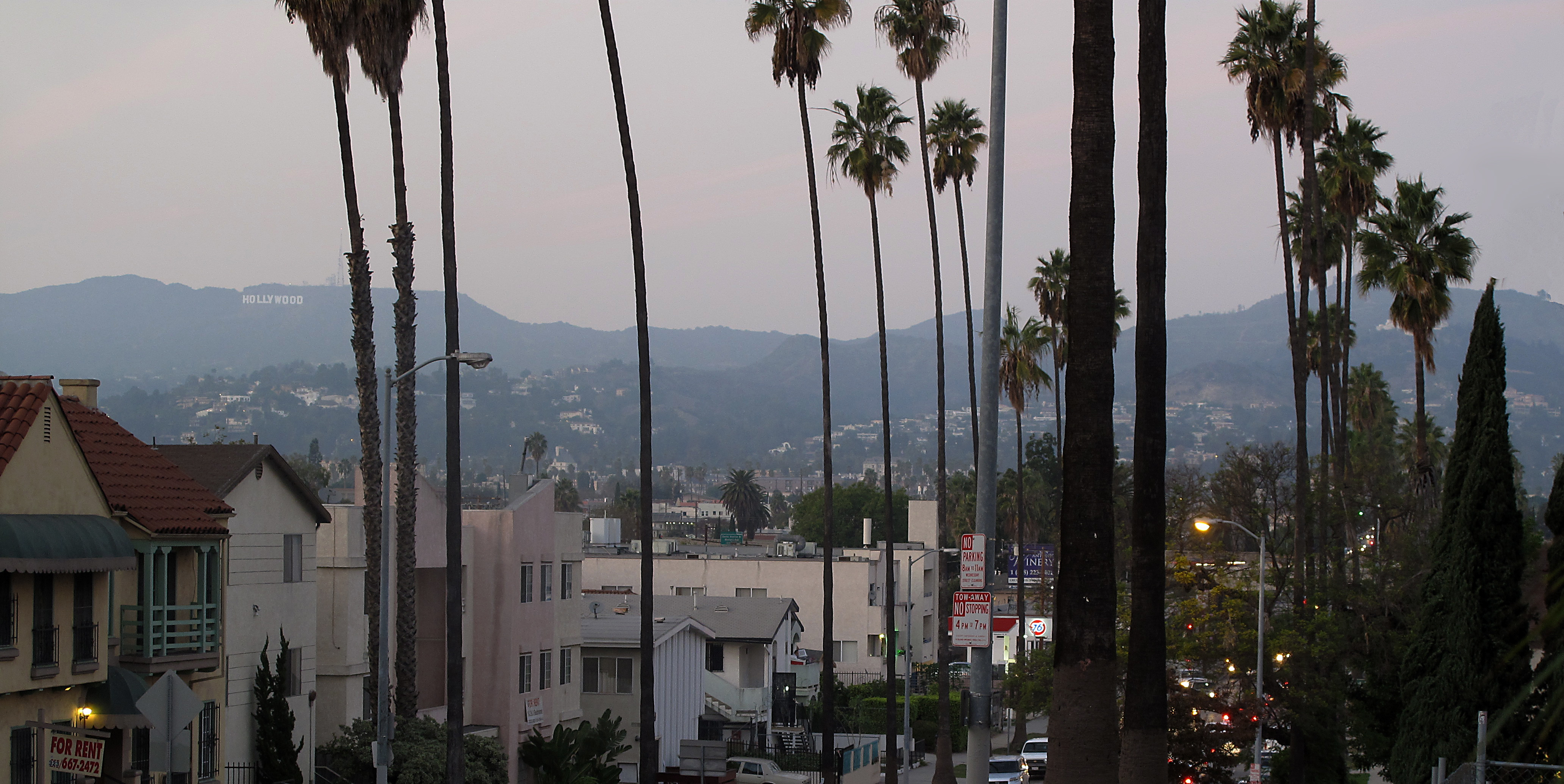
Vista del quartiere di Hollywood Hills

All'interno del distretto si trovano queste altre aree:
- Beachwood Canyon
- Passo Cahuenga
- Franklin Village
- Hollywood Dell
- Hollywood Heights
- Hollywoodland
- Outpost
- The Oaks
- Whitley Heights
- Laurel Canyon

Nel quartiere si trovano il Forest Lawn Memorial Park ed i noti anfiteatri Hollywood Bowl e John Anson Ford Amphitheatre.
Il quartiere è inoltre sede dell'American Film Institute.
Hollywood Hills è un distretto residenziale ad alto reddito, bassa densità e con un'alta istruzione della popolazione che vi risiede. Secondo il censimento del 2000 gli abitanti presenti nelle 7.05 miglia quadrate del quartiere sono 21.588 con una densità di 3.063 persone per miglio quadrato che rappresenta una delle densità minori per la città e per la contea di Los Angeles. Il 74.1% dei residenti è di etnia bianca, il 9.4% è rappresentato da latini, il 9.4% da asiatici ed il 4.6% da neri.